# Squash-Weltmeisterschaften im Doppel und Mixed 2006
Die 3. Squash-Weltmeisterschaften im Doppel und Mixed (offiziell: WSF World Doubles Squash Championships) der Herren und Damen fanden vom 9. bis 13. Januar 2006 in Melbourne, Australien, statt. Im Rahmen der Weltmeisterschaften wurden Konkurrenzen im Herrendoppel, Damendoppel und im Mixed gespielt. Sie wurden vom australischen Verband Squash Australia und dem Weltverband veranstaltet.
Bei den Herren setzten sich die topgesetzten Anthony Ricketts und Stewart Boswell aus Australien durch, bei den Damen waren die Neuseeländerinnen Shelley Kitchen und Tamsyn Leevey erfolgreich. Die Mixedkonkurrenz gewannen die Australier Rachael Grinham und Joseph Kneipp.

## Herrendoppel

### Setzliste
| Nr. | Paarung                           | Erreichte Runde |
| --- | --------------------------------- | --------------- |
| 01. | Anthony Ricketts Stewart Boswell  | Sieg            |
| 02. | Dan Jenson Joseph Kneipp          | Finale          |
| 03. | Ritwik Bhattacharya Saurav Ghosal | Round Robin     |
| 04. | Cameron White Cameron Pilley      | Halbfinale      |

| Nr. | Paarung                      | Erreichte Runde |
| --- | ---------------------------- | --------------- |
| 05. | Rodney Durbach Adrian Hansen | Viertelfinale   |
| 06. | Paul Price Timothy Manning   | Viertelfinale   |
| 07. | Daniel Sharplin Kashif Shuja | Viertelfinale   |
| 08. | John White Harry Leitch      | Viertelfinale   |

## Damendoppel

### Setzliste
| Nr. | Paarung                       | Erreichte Runde |
| --- | ----------------------------- | --------------- |
| 01. | Rachael Grinham Amanda Hopps  | Halbfinale      |
| 02. | Lara Heta Louise Crome        | Halbfinale      |
| 03. | Shelley Kitchen Tamsyn Leevey | Sieg            |
| 04. | Amelia Pittock Melissa Martin | Viertelfinale   |

| Nr. | Paarung                        | Erreichte Runde |
| --- | ------------------------------ | --------------- |
| 05. | Kasey Brown Dianne Desira      | Viertelfinale   |
| 06. | Tricia Chuah Delia Arnold      | Gruppenphase    |
| 07. | Robyn Cooper Sarah Fitz-Gerald | Finale          |
| 08. | Louisa Hall Meredeth Quick     | Gruppenphase    |

## Mixed

### Setzliste
| Nr. | Paarung                       | Erreichte Runde |
| --- | ----------------------------- | --------------- |
| 01. | Rachael Grinham Joseph Kneipp | Sieg            |
| 02. | Shelley Kitchen Glen Wilson 1 | Halbfinale      |
| 03. | Dianne Desira Cameron White   | Viertelfinale   |
| 04. | Melissa Martin Dan Jenson     | Viertelfinale   |

| Nr. | Paarung                         | Erreichte Runde |
| --- | ------------------------------- | --------------- |
| 05. | Diana Argyle Craig van der Wath | Viertelfinale   |
| 06. | Kasey Brown Paul Price          | Viertelfinale   |
| 07. | Lara Heta Callum O’Brien        | Halbfinale      |
| 08. | Amelia Pittock Cameron Pilley   | Finale          |

 1 Wilson wurde ab dem Halbfinale verletzungsbedingt durch Daniel Sharplin ersetzt.